# Pevek
Pevek (ruski:Певек) je grad u Rusiji, u Čukotskom AO.
Pevek se nalazi na obali Čaunskog zaljeva

Istočnosibirskog mora, 240 km od Bilibina, na 69°42′sjeverne zemljopisne širine i 170°19′ istočne zemljopisne dužine. 
Upravno je središte Čaunskog rajona.
Utemeljen je 1933. godine.
Grad je od 1967. godine. 

Broj stanovnika: 4.600 (2006.)

## Promet
Morska je luka na Sjevernom morskom putu.

## Vanjske poveznice
- Grad Pevek  Arhivirana inačica izvorne stranice od 1. prosinca 2006. (Wayback Machine)
- Svjetlopisi  Arhivirana inačica izvorne stranice od 23. siječnja 2019. (Wayback Machine)